# Dalima subferrugineata
Dalima subferrugineata är en fjärilsart som beskrevs av Gustave Arthur Poujade 1895. Dalima subferrugineata ingår i släktet Dalima och familjen mätare. Inga underarter finns listade i Catalogue of Life.